# Tomohyphantes niger
Tomohyphantes niger är en spindelart som beskrevs av Alfred Frank Millidge 1995. Tomohyphantes niger ingår i släktet Tomohyphantes och familjen täckvävarspindlar. Inga underarter finns listade i Catalogue of Life.